# Stygobromus reddelli
Stygobromus reddelli är en kräftdjursart som först beskrevs av John R. Holsinger 1966.  Stygobromus reddelli ingår i släktet Stygobromus och familjen Crangonyctidae. IUCN kategoriserar arten globalt som sårbar. Inga underarter finns listade i Catalogue of Life.